# Świack

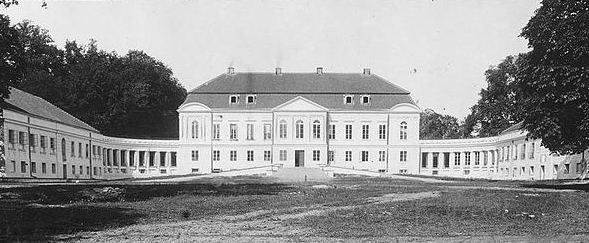
Pałac w Świacku w 1933 roku

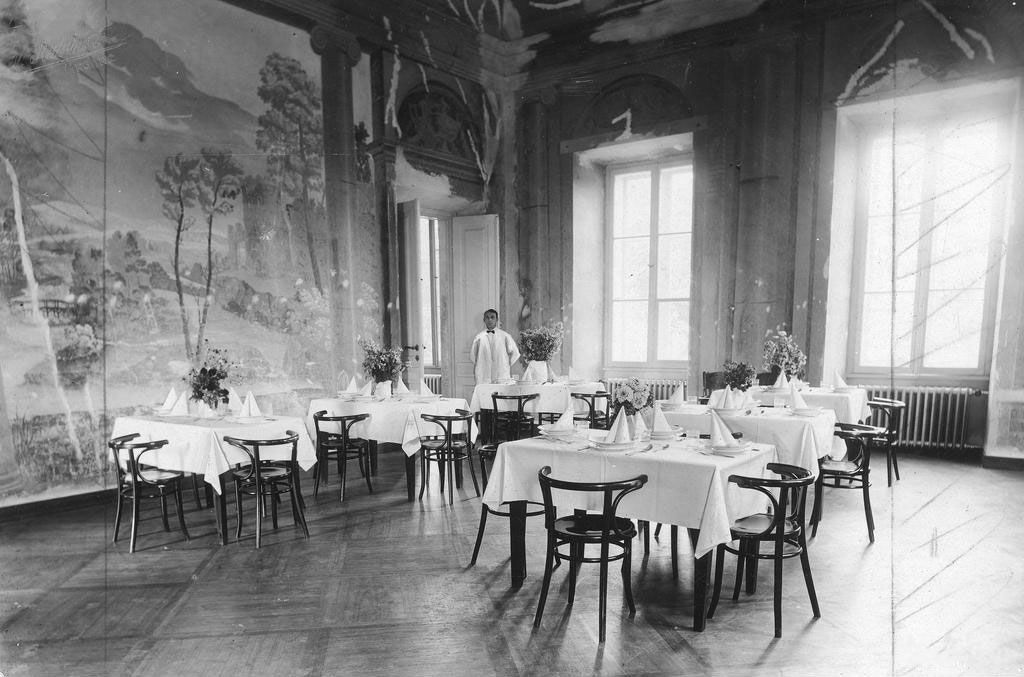
Pałac w 1933 roku

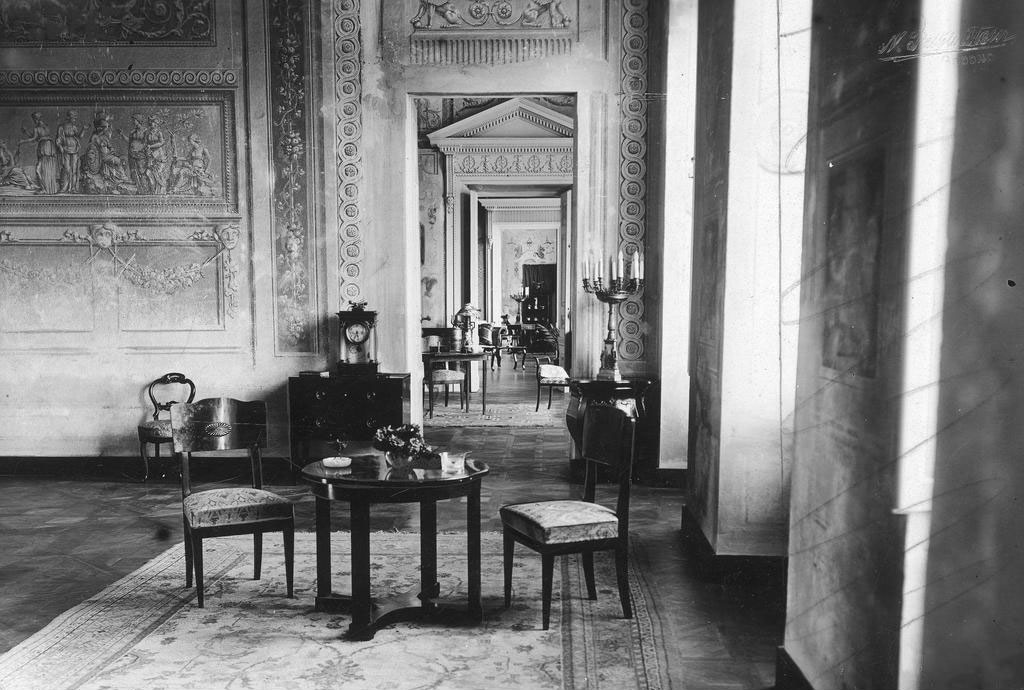
Pałac w 1933 roku

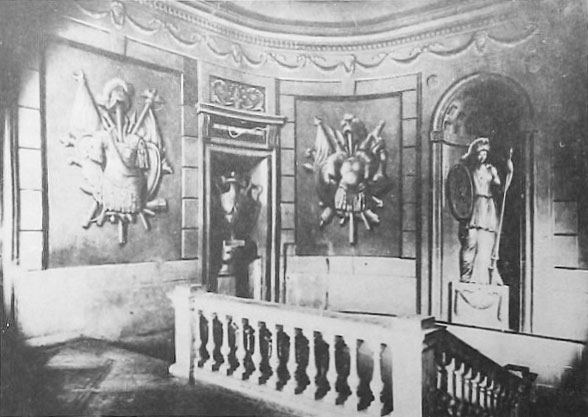
Pałac w pocz. XX w.

Świack, Świack Wielki (biał. Свяцк, Swiack; ros. Святск, Swiatsk) – wieś na Białorusi, w obwodzie grodzieńskim, w rejonie grodzieńskim. 
Od XVIII wieku miejscowe dobra należały do rodu Wołłowiczów herbu Bogoria. Majątek pozostawał w ręku Wołłowiczów do końca XIX wieku, kiedy to został sprzedany w ręce żydowskich kupców z Merecza. Na początku XX wieku odkupili go Humińscy, którzy rozparcelowali majątek.

## Historia
W drugiej połowie XVI wieku była to wieś szlachecka.
W drugiej połowie XVIII wieku zbudowany został barokowo-klasycystyczny pałac według projektu włoskiego architekta Giuseppe de Sacco. Budowę rozpoczął marszałek grodzieński Józef Wołłowicz (zmarł w 1779 roku), a wykończył jego syn – Antoni Wołłowicz, kasztelan merecki, później senator Królestwa Kongresowego. Antoni zmarł w 1822 roku i cały klucz przejął wtedy jego najstarszy syn Joachim Józef Wołłowicz (1783-1842) żonaty z Marią hr. Starzeńską. Po nim majątek odziedziczył Michał Wołłowicz (1812-1882), ożeniony z Teresą Ronikier herbu Gryf odm. Mieli oni tylko jedną córkę Jadwigę Marię, zamężną z Józefem hrabią Miączyńskim. Następnie dobra weszły w posiadanie kupców żydowskich, od których odkupiła je rodzina Humnickich.
W latach 1921-39 wieś należała do gminy Wołłowicze, w powiecie augustowskim, w województwie białostockim.
Pałac został zniszczony podczas I wojny światowej. W latach 20.XX wieku zrujnowany pałac od Humnickich kupił Departament Zdrowia rządu polskiego z zamiarem urządzenia w nim sanatorium dla narkomanów. Pałac został gruntownie odnowiony i odrestaurowany w latach 1930-1933 wg projektu architekta Oskara Sosnowskiego i pozostawał własnością rządową do 1939 roku. Potem mieściło się w nim radzieckie sanatorium przeciwgruźlicze „Świack”.

## Architektura
Zespół pałacowy składa się z trzech członów: korpusu głównego i dwóch oficyn połączonych z nim ćwiećkolistymi oszklonymi (pierwotnie otwartymi) galeriami kolumnowymi.
Korpus główny, wzniesiony najwcześniej, został zbudowany na planie prostokąta. Jest to budynek dwukondygnacyjny, wysoko podpiwniczony, kryty wysokim dachem mansardowym. Trzynastoosiowa fasada rozczłonkowana jest trzema pseudoryzalitami: trójosiowym środkowym i dwoma jednoosiowymi skrajnymi. Ryzalit środkowy rozczłonkowany jest w górnej części czterema pilastrami i zwieńczony trójkątnym szczytem. Ryzality skrajne mają w górnej części pilastry podwójne i zwieńczone są szczytami półkolistymi. W elewacji ogrodowej znajduje się centralny, mocno zarysowany pięcioboczny ryzalit z zaokrąglonymi narożami. Cała dolna kondygnacja pałacu pokryta jest boniowaniem.
Po obu stronach korpusu głównego wznoszą się parterowe oficyny, zbudowane prawdopodobnie dopiero na początku XIX wieku. Są to budynki wzniesione na planach prostokątów, z wysokimi suterenami. Ich osie środkowe akcentują półkoliście sklepione nisze.
Zachowało się oryginalne rozplanowanie wnętrz pałacu z westybulem i paradną klatką schodową oraz reprezentacyjne sale na piętrze z ośmioboczną salą kolumnową. Elementy częściowo zachowanego bogatego wystroju wnętrz (kominki, nisze z rzeźbami, sztukaterie, konsole) były wykonane według szkiców G. de Sacco. Nie zachowały się malowidła ścienne autorstwa Franciszka Smuglewicza i T. Mańkowskiego.
Przed pałacem rozciąga się ogromny dziedziniec z paradnym parterem w kształcie owalu, sięgający centralnego stawu w kształcie prostokąta. Nad brzegiem stawu znajduje się nieduża neogotycka kaplica grobowa z trójłukowym portalem frontowym. Pałac otacza park krajobrazowy o powierzchni 12 ha, z systemem stawów położonych na różnych poziomach.